# Варварське (Кстовський район)
Варварське (рос. Варварское) — село в Кстовському районі Нижньогородської області Російської Федерації.
Населення становить 134 особи. Входить до складу муніципального утворення Запрудновська сільрада.

## Історія
Від 2009 року входить до складу муніципального утворення Запрудновська сільрада.

## Населення
| 2002 | 2010 |
| ---- | ---- |
| 163  | ↘134 |